# Krešimir I av Kroatien
Krešimir I av Kroatien, död 945, var en kroatisk monark. Han var kung av Kroatien från 935 till 945.